# Munna makarovi
Munna makarovi är en kräftdjursart som beskrevs av Rostomov 1987. Munna makarovi ingår i släktet Munna och familjen Munnidae. Inga underarter finns listade i Catalogue of Life.